# NGC 1682
NGC 1682 ist eine Elliptische Galaxie vom Hubble-Typ E/S0 im Sternbild Orion am Himmelsäquator. Sie ist schätzungsweise 192 Millionen Lichtjahre von der Milchstraße entfernt und hat einen Durchmesser von etwa 50.000 Lichtjahren. Vermutlich bildet sie gemeinsam mit NGC 1684 ein gravitativ gebundenes Galaxienpaar.

Im gleichen Himmelsareal befinden sich die Galaxien NGC 1683, NGC 1685, NGC 1670, NGC 1678.
Das Objekt wurde am 1. Februar 1786 von dem Astronomen William Herschel mit einem 18,7-Zoll-Teleskop entdeckt.